# Aknaszen
Aknaszen – wieś w Armenii, w prowincji Armawir. W 2011 roku liczyła 1569 mieszkańców.